# Гельбрих, Оскар
Оскар Гельбрих (настоящая фамилия Гельбрюк) (18.10.1884—24.07.1921) — немецкий коммунист. Делегат I конгресса Красного Интернационала профсоюзов. Похоронен в некрополе у Кремлёвской стены.

## Биография
Оскар родился в семье рудокопа в Дудвейлере (ныне городской округ Саарбрюккена). Ещё совсем молодым вступил в Социал-демократическую партию Германии.
В годы первой мировой войны выступил против руководства этой партии, присоединившись к «независимцам» и вскоре Оскар стал коммунистом.
В ноябре 1918 года во время революции в Германии шахтёры Дудвейлера разоружили жандармов, создали боевые группы и водрузили на ратуше красное знамя. Дудвейлер был единственным местом в Саарской области, где реформистским силам не удалось поставить движение масс под свои контроль. Одним из руководителей этого самого решительного революционного выступления рабочих в Сааре был горняк Оскар Гельбрих.
Во время всеобщей стачки саарского пролетариата в октябре 1919 г. Гельбрих руководил борьбой дудвейлерских углекопов. В 1920 году, будучи председателем профсоюза горнорабочих, создал в нём сильную коммунистическую фракцию.
Летом 1921 года шахтёры Саара выбрали Гельбриха своим делегатом на учредительный конгресс Красного Интернационала профсоюзов (Профинтерна) в Москву.
Погиб во время испытания аэровагона, возвращаясь из Тулы в Москву.
Похоронен на Красной площади в Москве в братской могиле.

## Ссылка
- Под ред. Е. М. Жукова. Красная площадь // Советская историческая энциклопедия. — М.: Советская энциклопедия. — 1973—1982.